# Lonchocarpus glabrescens
Lonchocarpus glabrescens là một loài thực vật có hoa trong họ Đậu. Loài này được Benth. miêu tả khoa học đầu tiên.